# Susayqışlaq (Xaçmaz)
Susayqışlaq è un comune dell'Azerbaigian situato nel distretto di Xaçmaz. Conta una popolazione di 1 303 abitanti.